# Motore in linea a nove cilindri
Un motore a nove cilindri in linea o un motore in linea a nove cilindri è un motore in linea dotato di nove cilindri. I motori nove cilindri in linea sono generalmente motori diesel utilizzati per la propulsione delle navi. Rolls-Royce Marine Engines (ex Bergen Diesel), Pielstick e Wärtsilä (ex Wichmann) hanno prodotto questo tipo di motore.

## Esempi
Alcuni tra i motori nove cilindri in linea nella produzione attuale sono i modelli delle serie Rolls-Royce Bergen B, C e K, e Wärtsilä RT-flex60C-B, RT-flex82C, RTA84T-D, RTA84C, RTA96C, 20, 26, 32, Wasa32LN, 38, 46 e 46F. Le versioni a nove cilindri di questi motori sviluppano potenze dai 1620 kW ai 51480 kW.